# Mistrzostwa NCAA Division II w Zapasach w 2013
Mistrzostwa NCAA Division II w zapasach w 2013 roku rozegrane zostały w Birmingham w dniach 8–9 marca. Zawody odbyły się na terenie Cross Plex Harris Arena.
- Outstanding Wrestler – Shamus O’Grady

Punkty zdobyły 34 drużyny.

## Wyniki

### Drużynowo
| Kolejność | Szkoła                             | Zespół    |
| --------- | ---------------------------------- | --------- |
| 1.        | University of Nebraska at Kearney  | Lopers    |
| 2.        | St. Cloud State University         | Huskies   |
| 3.        | Notre Dame College                 | Falcons   |
| 4.        | University of Central Oklahoma     | Bronchos  |
| 5.        | Upper Iowa University              | Peacocks  |
| 6.        | Newberry College                   | Wolves    |
| 7.        | Adams State University             | Grizzlies |
| 8.        | Minnesota State University–Mankato | Mavericks |

### All American

#### 125 lb
| Lp. | Zawodnik        | Szkoła                |
| --- | --------------- | --------------------- |
| 1.  | Jesse Hillhouse | Colorado State–Pueblo |
| 2.  | Gerald Huff     | Adams State           |
| 3.  | Skylor Davis    | Simon Fraser          |
| 4.  | Jeffrey Vesta   | Newberry              |
| 5.  | Alex Johns      | Indianapolis          |
| 6.  | Garrett Evans   | Ouachita Baptist      |
| 7.  | Willie Bohince  | Mercyhurst            |
| 8.  | Matthew Turek   | Gannon                |

#### 133 lb
| Lp. | Zawodnik        | Szkoła                    |
| --- | --------------- | ------------------------- |
| 1.  | Daniel DeShazer | Kearney                   |
| 2.  | Andrew Pokorny  | St. Cloud State           |
| 3.  | Alphonso Vruno  | MSU–Mankato               |
| 4.  | Michael Labry   | Ashland                   |
| 5.  | Casy Rowell     | Central Oklahoma          |
| 6.  | Marty Carlson   | Notre Dame                |
| 7.  | Justin Reinsma  | Southwest Minnesota State |
| 8.  | Perry McAfee    | Chadron State             |

#### 141 lb
| Lp. | Zawodnik        | Szkoła                  |
| --- | --------------- | ----------------------- |
| 1.  | Naveed Bagheri  | San Francisco State     |
| 2.  | Ryan Fillingame | Adams State             |
| 3.  | Brock Coutu     | Kearney                 |
| 4.  | Maurice Miller  | Notre Dame              |
| 5.  | Matt Nelson     | St. Cloud State         |
| 6.  | Michael Hamel   | Grand Canyon            |
| 7.  | Dave Cawley     | Pittsburgh at Johnstown |
| 8.  | Daniel Ownbey   | UNC Pembroke            |

#### 149 lb
| Lp. | Zawodnik       | Szkoła           |
| --- | -------------- | ---------------- |
| 1.  | Raufeon Stots  | Kearney          |
| 2.  | Jacob D. Horn  | St. Cloud State  |
| 3.  | Ryan Maus      | Truman State     |
| 4.  | Deral Brown    | Newberry         |
| 5.  | Jordan Basks   | Central Oklahoma |
| 6.  | James Martinez | Colorado Mesa    |
| 7.  | Cameryn Brady  | Indianapolis     |
| 8.  | John Hagerty   | Maryville        |

#### 157 lb
| Lp. | Zawodnik       | Szkoła           |
| --- | -------------- | ---------------- |
| 1.  | Cory Dauphin   | Central Oklahoma |
| 2.  | Zak Vargo      | Lake Erie        |
| 3.  | Jeffrey Pelton | Notre Dame       |
| 4.  | Clint Poster   | St. Cloud State  |
| 5.  | Chase White    | Kearney          |
| 6.  | Bryce Lumzy    | Upper Iowa       |
| 7.  | Dillon Bera    | Parkside         |
| 8.  | John Crowley   | Mines            |

#### 165 lb
| Lp. | Zawodnik       | Szkoła              |
| --- | -------------- | ------------------- |
| 1.  | Joey Davis     | Notre Dame          |
| 2.  | Chase Nelson   | Kearney             |
| 3.  | Cody Quinn     | MSU–Mankato         |
| 4.  | Chris Watson   | Central Oklahoma    |
| 5.  | Isaiah Jimenez | San Francisco State |
| 6.  | Blake Ridenour | Newberry            |
| 7.  | Gabe Fogarty   | St. Cloud State     |
| 8.  | Justin Samora  | Adams State         |

#### 174 lb
| Lp. | Zawodnik         | Szkoła                |
| --- | ---------------- | --------------------- |
| 1.  | Eric Burgey      | Notre Dame            |
| 2.  | Blake Sorensen   | Upper Iowa            |
| 3.  | Mike Williams    | UNC Pembroke          |
| 4.  | Elliot Copeland  | Western Colorado      |
| 5.  | Patrick Martínez | Kearney               |
| 6.  | Brendan McKeown  | East Stroudsburg      |
| 7.  | Kelly Henderson  | Central Oklahoma      |
| 8.  | Ray Hall         | Colorado State–Pueblo |

#### 184 lb
| Lp. | Zawodnik        | Szkoła                  |
| --- | --------------- | ----------------------- |
| 1.  | Shamus O’Grady  | St. Cloud State         |
| 2.  | Dallas Smith    | Ouachita Baptist        |
| 3.  | Travis McKillop | Pittsburgh at Johnstown |
| 4.  | Adam Walters    | Findlay                 |
| 5.  | Jordan Debus    | Chadron State           |
| 6.  | Mitch Schultz   | Upper Iowa              |
| 7.  | Nick Peterson   | Colorado Mesa           |
| 8.  | Zack Zelcs      | Gannon                  |

#### 197 lb
| Lp. | Zawodnik         | Szkoła            |
| --- | ---------------- | ----------------- |
| 1.  | Matthew Baker    | Maryville         |
| 2.  | Romero Cotton    | Kearney           |
| 3.  | Carl Broghammer  | Upper Iowa        |
| 4.  | Brandonn Johnson | Notre Dame        |
| 5.  | Davion Willis    | Parkside          |
| 6.  | Jayd Docken      | Augustana College |
| 7.  | Joseph Brandt    | Ashland           |
| 8.  | Joe Grisko       | Newberry          |

#### 285 lb
| Lp. | Zawodnik          | Szkoła           |
| --- | ----------------- | ---------------- |
| 1.  | Tyrell Fortune    | Grand Canyon     |
| 2.  | Matthew Meuleners | Northern State   |
| 3.  | Jake Kahnke       | St. Cloud State  |
| 4.  | Ziad Haddad       | Kutztown         |
| 5.  | Orlando Scales    | Notre Dame       |
| 6.  | Cody Dauphin      | Central Oklahoma |
| 7.  | Kevin Christman   | Tiffin           |
| 8.  | Andrew Tumlin     | Findlay          |